# Cappel
 Cappel  es una población y comuna francesa, en la región de Lorena, departamento de Mosela, en el distrito de Forbach y cantón de Freyming-Merlebach.

## Demografía
| 486 | 491 | 492 | 533 | 714 | 723 |
| Para los censos de 1962 a 1999 la población legal corresponde a la población sin duplicidades (Fuente: INSEE [Consultar]) |     |     |     |     |     |